# Domousnice
Domousnice är en ort i Tjeckien.   Den ligger i regionen Mellersta Böhmen, i den centrala delen av landet, 60 km nordost om huvudstaden Prag. Domousnice ligger 270 meter över havet och antalet invånare är 233.
Terrängen runt Domousnice är platt. Runt Domousnice är det ganska glesbefolkat, med 38 invånare per kvadratkilometer. Närmaste större samhälle är Mladá Boleslav, 14,2 km väster om Domousnice. Trakten runt Domousnice består till största delen av jordbruksmark.